# Talmühlequelle
Koordinaten: 48° 5′ 45,9″ N, 9° 3′ 56,9″ O
Die Talmühlequelle ist eine Karstquelle bei Beuron im Oberen Donautal in Baden-Württemberg.

## Beschreibung

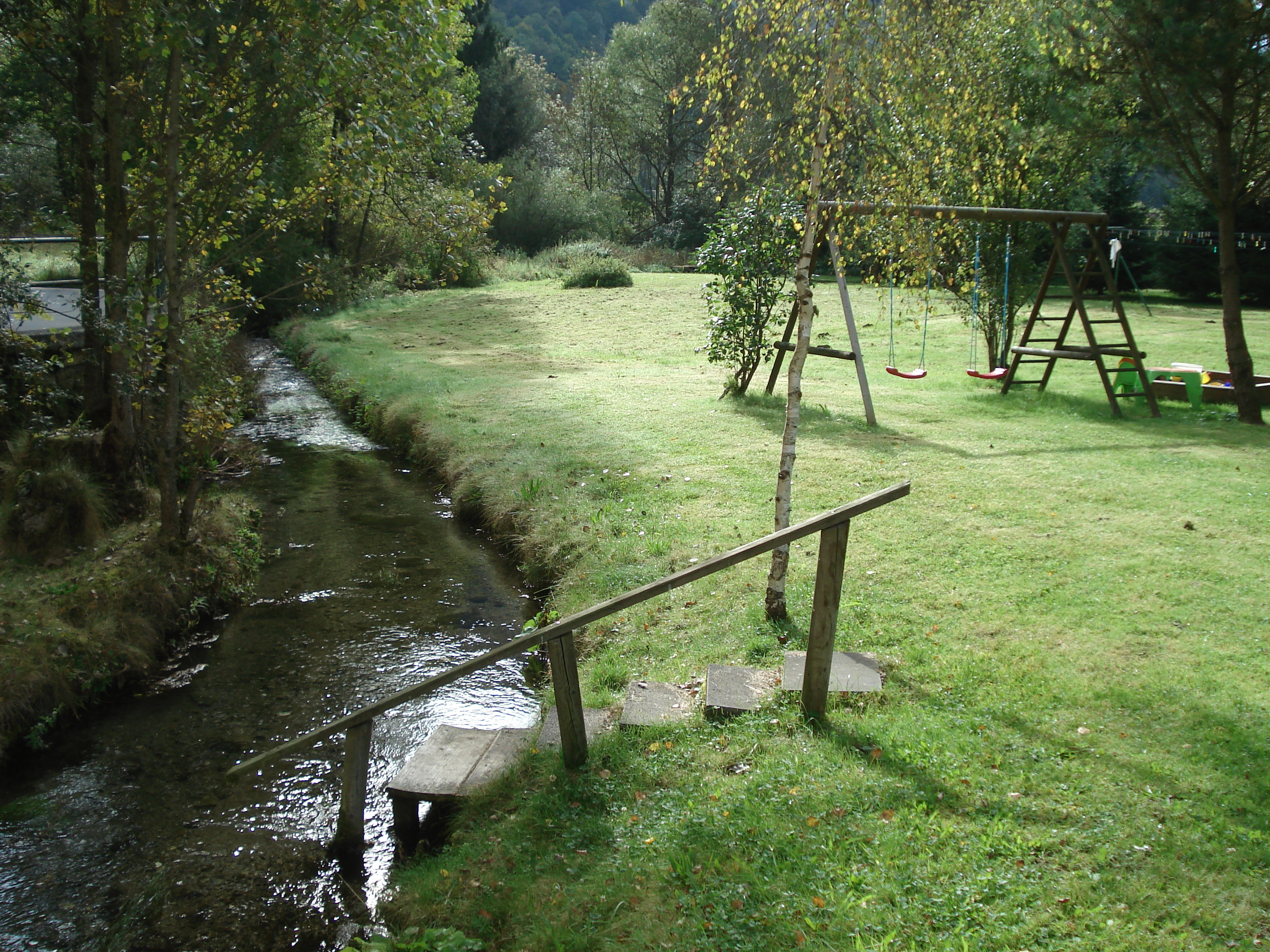
Der Mühlgraben

Die Talmühlequelle befindet sich östlich des Ortsteils Neidingen hinter einem Gasthaus. Sie ist für die öffentliche Trinkwasserversorgung in einem gemauerten Kanal gefasst und liegt auf dem Gelände des Wasserwerkes vom Zweckverband Wasserversorgung Hohenberggruppe. Das Wasser entspringt einer Schichtfuge im Bereich der Lacunosamergel der Unteren Felsenkalk-Formation des Weißen Jura und fließt über den Mühlgraben nach rund 150 Metern in die Donau. Die Schüttung beträgt durchschnittlich etwa 200 Liter pro Sekunde.
Es besteht eine unterirdische Verbindung zwischen der Talmühlequelle und der etwa 500 m weiter am Berghang liegenden Überlaufquelle, des sogenannten Lochbrunnens (60 l/s). Zum Schutz vor äußerlicher Wasserverschmutzung musste der Quelltopf des Lochbrunnens mit einem massiven Überbau verschlossen werden.